# ティーケーグループ
ティーケーグループは、株式会社ティーケーメディアマーケティング（旧サイバーブレッド）を前身とする、日本内外あわせて14社の企業グループである。

## 概要
有限会社ティーケーパートナーズはティーケーグループのホールディングカンパニーとして、グループ各社への、出資、管理業務（投資戦略、総務人事、経理財務）をグループ各社より請け負っている。
ティーケーグループは、コンテンツやブランドを活性化させるために、エンドユーザーを効率良く囲い込む手法として、「ファンクラブ」を活用している。映画の「ユニバーサルファンクラブ」やスパイダーマン・ハルクでおなじみのアメコミの「マーベルファンクラブ」などが例として挙げられる。
2006年3月には、中長期的に株式保有を志向する投資家、すなわち「企業のファン」の形成をめざした企業IR情報メディア「モテカブ」を創刊した。「モテカブ」は「フリーマガジン」「ウェブサイト」「携帯サイト」「テレビ番組（2006年10月より、テレビ埼玉で放映開始）」の4つで構成されており、ティーケーグループのノウハウを昇華させた事業展開を視野においている。
しかし、M&A がうまくいかず、財務状態も脆弱化していき債務超過に陥る。2007年からは方針転換しグループ各社の経営強化を主体にする方針だったが、粉飾決算が明るみに出るなど、資金調達のめどが立たなくなり、2007年3月末にティーケーパートナーズは事業を停止、破産手続きに入った。また、グループ会社となっていた英知出版もこれに連鎖する形で事業を停止しており、他のグループ会社も事業を順次停止している。

## 沿革
| 年   | 月 | |
| ---- | -- | --- |
| 2000 | 6  | 株式会社サイバーブレッド（現:株式会社ティーケーメディアマーケティング）設立                                                                                    |
| 2001 | 12 | ユニバーサル・スタジオ・ライセンシング（米国）とファンクラブライセンスの締結                                                                                   |
| 2003 | 2  | 有限会社サイバーホールディングス（現:有限会社ティーケーパートナーズ）設立                                                                                      |
| 2003 | 2  | 株式会社ユニバーサルコミュニケーションズ（現:株式会社ファン・キューブ）設立                                                                                    |
| 2003 | 2  | 株式会社ファンクラブエンターテイメント（現:株式会社ティーケークリエイション）設立                                                                              |
| 2003 | 4  | ユニバーサルファンクラブサイト開設 |
| 2003 | 10 | マーベルエンタープライズ（米国）とファンクラブライセンスの締結                                                                                                 |
| 2003 | 10 | ユニバーサルファンマガジン（UFCオフィシャルフリーマガジン）発刊                                                                                                |
| 2004 | 12 | 英知出版株式会社の株式を100%取得の上でグループ会社化 |
| 2005 | 4  | グループ再編実施。有限会社ティーケーパートナーズを持株会社とするティーケーグループ発足                                                                         |
| 2005 | 4  | 東京テアトル株式会社グループ関連子会社である株式会社メディアボックスより「シネマトレジャー」事業の営業権を取得の上、株式会社ティーケークリエイションで運営開始 |
| 2005 | 5  | 株式会社シーオージの株式を67%取得の上でグループ会社化 |
| 2005 | 12 | フリーマガジン「モテカブ」創刊準備号発刊 |
| 2006 | 3  | 「モテカブ」専業会社として株式会社ジャパンインベスターズサービス設立                                                                                           |
| 2006 | 3  | フリーマガジン「モテカブ」創刊 |
| 2006 | 9  | グループ各社のオフィスを渋谷区渋谷に移転 |

## グループ会社
2007年3月時点
- （有）ティーケーパートナーズ
- （株）ティーケーメディアマーケティング
- （株）ティーケークリエイション
- （株）シーオージ
- （株）英知出版
- （株）ジャパンインベスターズサービス
- （株）ファンキューブ